# Jewgeni Ossipowitsch Pogrebizki
Jewgeni Ossipowitsch Pogrebizki (russisch Евгений Осипович Погребицкий; * 1900 im Dorf Boguschewitschi, Gouvernement Minsk; † 1976 in Leningrad) war ein sowjetischer Geologe und Hochschullehrer.

## Leben
Pogrebizki besuchte das Gymnasium in Bobruisk (Abschluss 1918) und studierte 1920–1925 am Leningrader Bergbau-Institut (LGI) in der Geologie-Fakultät.
1926 arbeitete Pogrebizki im Kohle-Trust Donugol. 1927 wurde er Mitarbeiter des Staatlichen Geologie-Komitees. Er untersuchte Kohlevorkommen im Ural, Zentralasien und Fernost.
Ab 1931 hielt Pogrebizki Vorlesungen über die Bewertung der Lagerstätten von Steinen und Erden und über Prospektion am LGI. Neben seiner wissenschaftlichen Tätigkeit im Geologie-Komitee war er 1934–1938 Chefingenieur der Leningrader Geologie-Verwaltung. 1940 verteidigte er mit Erfolg seine Dissertation über die Entstehung der Kohle des Donbass für die Promotion zum Doktor der geologisch-mineralogischen Wissenschaften.
Während des Deutsch-Sowjetischen Kriegs mit der Leningrader Blockade wurde Pogrebizki mit dem LGI evakuiert. Im Mai 1942 wurde er in die Uraler Geologie-Verwaltung geschickt und untersuchte Lagerstätten von Tonmineralen für Schamotte. 1946 begann er am Swerdlowsker Bergbau-Institut zu lehren.
1947 wurde Pogrebizki Direktor des Allrussischen Geologie-Forschungsinstituts (WSEGEI, 2015 nach Alexander Petrowitsch Karpinski benannt) in Leningrad. Er war beteiligt an der Entwicklung des Handbuchs zur Methodik der geologischen Vermessung und Prospektion, das 1954 veröffentlicht wurde.
1949 wurde Pogrebizki aufgrund einer Denunziation der Prawda-Korrespondentin A. F. Schestakowa verhaftet im Zusammenhang mit dem Krasnojarsker Geologen-Prozess wie auch Alexei Alexandrowitsch Balandin, Jakow Samoilowitsch Edelstein, Iossif Fjodorowitsch Grigorjew, Alexander Grigorjewitsch Wologdin, Michail Petrowitsch Russakow, Michail Michailowitsch Tetjajew, Wladimir Michailowitsch Kreiter, Lew Iossifowitsch Schamanski, Wjatscheslaw Wjatscheslawowitsch Bogazki, Wladimir Klimentjewitsch Kotulski, Alexander Jakowlewitsch Bulynnikow, Igor Wladimirowitsch Lutschizki, Boris Fjodorowitsch Speranski, Wenedikt Andrejewitsch Chachlow, Felix Nikolajewitsch Schachow und weitere Geologen. Wegen mangelnder politischer Wachsamkeit und Parteilichkeit wurde Pogrebizki nach Kasachstan verbannt. Er arbeitete als Chefgeologe in der kasachischen Geologie-Verwaltung in Alma-Ata. 1950–1952 lehrte er am Kasachischen Bergbau-Metallurgie-Institut. Nach Stalins Tod  wurde er 1953 wegen fehlender Beweise rehabilitiert, so dass er nach Leningrad zurückkehren konnte.
Ab 1953 lehrte Pogrebizki am LGI, war 1953–1956 Dekan der Fakultät für Prospektion und leitete ab 1960 den Lehrstuhl für Prospektion. Er entwickelte eine allgemeine Theorie der regionalen Kohle-Metamorphose. Er erstellte eine Karte der Verteilung der Kohlearten im Donbass.
Pogrebizkis Sohn war der Geologe und Arktisforscher Julian Jewgenjewitsch Pogrebizki.

## Ehrungen, Preise
- Ehrenzeichen der Sowjetunion (1944)
- Verdienter Wissenschaftler und Techniker der RSFSR (1960)
- Leninorden (zweimal)
- Ausgezeichneter Prospektor